# Інес Ґайслер
Інес Ґайслер  (нім. Ines Geißler, 16 лютого 1963) — німецька плавчиня, олімпійська чемпіонка.

## Виступи на Олімпіадах
| Олімпіада   | Дисципліна                            | Місце |
| ----------- | ------------------------------------- | ----- |
| Москва 1980 | плавання на 800 метрів вільним стилем | 7     |
| Москва 1980 | плавання на 200 метрів, батерфляй     | 1     |